# Sawdan
Sawdan al-Mawirí (àrab: سودان الماوري, Sawdān al-Māwirī) fou emir musulmà de Bari.
Va pujar al poder en una data propera al 857 succeint a Mufàrraq ibn Sal·lam, assassinat. En una data incerta entre 857 i 860 va atacar Benevent, una o més vegades, però no la va poder ocupar. El 860 el príncep Adelchis de Benevent va atacar Bari, però fou rebutjat i va haver de signar una treva i pagar un tribut. El 864 va obtenir la confirmació com emir per part del califa abbàssida. El monjo francès Bernard va poder creuar el seu domini vers 865 i va obtenir un salconduit per anar a Egipte i Terra Santa.
Sawdan va embellir Bari amb una mesquita, palaus i obres públiques. El 866 va patir una greu derrota davant de l'emperador carolingi Lluís II el Jove i el 871 Bari fou conquerida per les tropes imperials. Sawdan en fou el tercer i darrer emir.